# Johann Hedwig

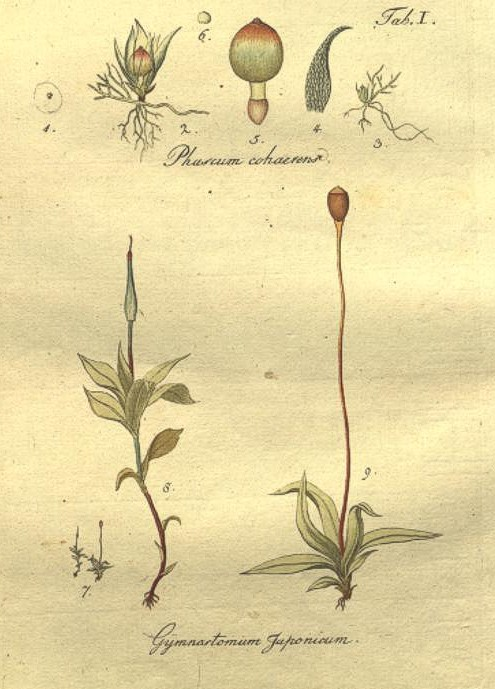
Jedna z tablic z dzieła Hedwiga Species Muscorum Frondosorum

Johann Hedwig (ur. 8 grudnia 1730 roku w Kronstadt, zm. 18 lutego 1799 roku w Lipsku) – niemiecki botanik i lekarz.

## Życiorys
Johann Hedwig urodził się 8 grudnia 1730 roku w Kronstadt w Siedmiogrodzie. Po ukończeniu nauki gimnazjalnej w Kronstadt, Pressburgu i Zittau, Hedwig studiował od 1752 roku na uniwersytecie w Lipsku. W 1756 roku uzyskał bakalaureat, a w 1759 roku tytuł doktora medycyny. Od 1796 roku prowadził gabinet lekarski w Chemnitz, a 1781 roku przeprowadził się do Lipska, gdzie kontynuował praktykę lekarską. Na tamtejszym uniwersytecie uzyskał w 1786 roku tytuł profesora nadzwyczajnego medycyny, a w 1789 – profesora zwyczajnego botaniki. Kierował ogrodem botanicznym, a od 1791 roku był również lekarzem szkolnym w Thomasschule.
Zmarł 18 lutego 1799 roku w Lipsku.

## Działalność naukowa
Wraz z Dilleniuszem (1684–1747) zapoczątkował współczesną naukę o mszakach. W 1774 roku odkrył rodnię, którą nazwał Pistillidium i plemnię oraz sporządził ich rysunki. Rysunki Hedwiga były wysokiej jakości, badacz sporządzał je samodzielnie według własnej metody. Hedwig opisał prawidłowo proces kiełkowania zarodników oraz rozwoju splątku. W 1798 roku wprowadził podział na mchy i wątrobowce. Bywa nazywany „Linneuszem mszaków”.
Hedwig zajmował się również roślinami wyższymi – w 1793 roku wskazywał na obecność aparatów szparkowych u roślin nasiennych, u których zaobserwował otwieranie i zamykanie się aparatów.

## Publikacje
Lista publikacji podana za Neue Deutsche Biographie (NDB):
- 1782 – Fundamentum historiae naturalis muscorum frondosorum
- 1784 – Theoria generationis et fructificationis plantarum cryptogamarum
- 1787–1797 – Descriptio et adumbratio microscopico-analytica muscorum frondosorum nec non aliorum vegetantium e classe cryptogamica Linnaei novorum dubiisque vexatorum
- 1793–1797 – Sammlung seiner zerstreuten Abhandlungen und Beobachtungen über botanisch-ökonomische Gegenstände
- 1799–1803 – Filicum genera et species
- 1801–1842 – Species muscorum frondosorum

## Członkostwa, wyróżnienia i odznaczenia
- 1792 – wybrany na członka Niemieckiej Akademii Przyrodników Leopoldina (Deutsche Akademie der Naturforscher Leopoldina)[4]